# (4032) Chaplygin
(4032) Chaplygin (1985 UT4) – planetoida z grupy pasa głównego asteroid okrążająca Słońce w ciągu 3,23 lat w średniej odległości 2,18 j.a. Odkryta 22 października 1985 roku.